# Ténorite
La ténorite est un minéral composé d'oxyde cuivrique de formule CuO. 

## Historique de la description et appellations
La ténorite a été nommée par G. Semmola en 1841, en l'honneur du botaniste italien Michele Tenore (1780-1861).

## Gîtologie et minéraux associés
La ténorite apparaît dans les gisements profonds associée avec le sulfate de cuivre. 
On la rencontre communément avec la chrysocolle et le carbonate de cuivre(II), l'azurite et la malachite. 
La ténorite de couleur gris terne contraste souvent avec les bleus de la chrysocolle.